# الیسویل (آلاباما)
الیسویل (به انگلیسی: Ellisville) یک منطقهٔ مسکونی در ایالات متحده آمریکا است که در شهرستان چروکی، آلاباما واقع شده‌است. الیسویل ۱۷۷٫۰۹ متر بالاتر از سطح دریا قرار دارد.